# Joseph-Marie Vien
Joseph-Marie Vien - la versió en anglès del seu nom és, Joseph-Mary Wien - (Montpeller, 18 de juny de 1716 - 27 de març de 1809) va ser el darrer pintor francès en tenir la posició de Premier peintre du Roi, exercint aquest càrrec des de 1789 fins a 1791.
Va estar protegit pel Comte de Caylus, aviat entrà a l'estudi de Natoire, i obtingué el Grand Prix el 1745. Va passar temps estudiant pintura a Roma. A la tornada a París va presentar a l'acadèmica la seva obra, Daedalus i Icarus (Louvre), François Boucher va protestar indignat.
L'any 1776, va esdevenir director de l'Escola de França a Roma i va refusar acceptar Jacques-Louis David com un dels seus alumnes. Napoleó I el va fer senador.
Joseph-Marie Vien morí a París i està enterrat al Panteó de París. Entre els seus deixebles es compten François-André Vincent, Jean-Antoine-Théodore Giroust, Jean-Baptiste Regnault, Joseph-Benoît Suvée, Jean-Pierre Saint-Ours, François-Guillaume Ménageot, Jean-Joseph Taillasson. La seva esposa, Marie-Thérèse Reboul (1728–1805), també va ser membre de l'acadèmia.

## Obres

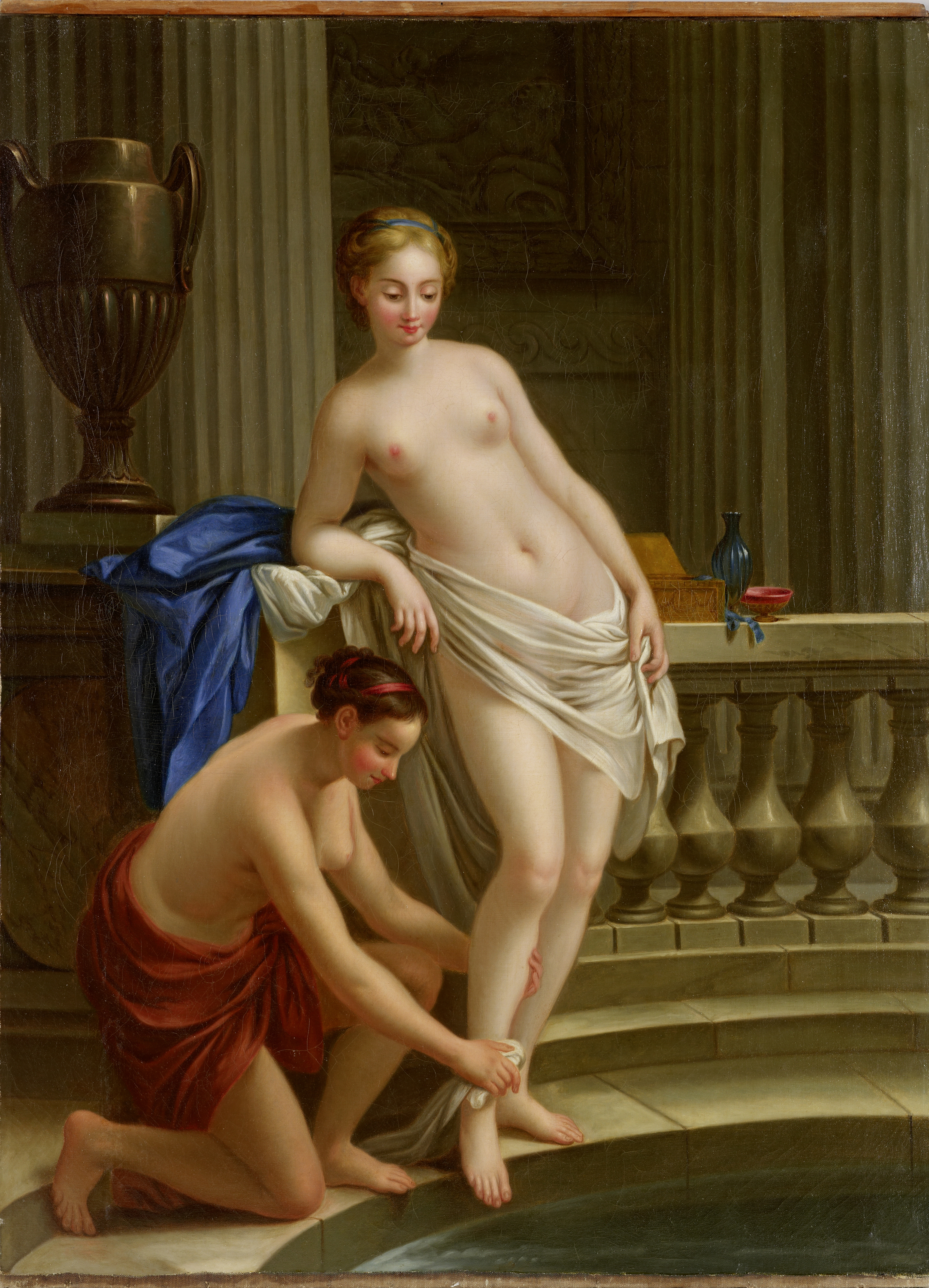
Dues dones al bany, Joseph-Marie Vien, Musée de Cahors Henri-Martin

- La résurrection de Lazare (1747), Église Sainte-Marthe, Tarascon
- Sainte Marthe recevant le Christ à Bethanie (1747), Église Sainte-Marthe, Tarascon
- L'agonie de sainte Marthe (1748), Église Sainte-Marthe, Tarascon
- L'arrivée de sainte Marthe en Provence (1748), Église Sainte-Marthe, Tarascon
- Les funérailles de sainte Marthe (1748), Église Sainte-Marthe, Tarascon
- La prédication de sainte Marthe (1748), Église Sainte-Marthe, Tarascon
- L'embarquement de sainte Marthe (1751), Église Sainte-Marthe, Tarascon
- Hermite endormi (1753), Musée du Louvre
- Dédale dans le Labyrinthe attachant les ailes à Icare (1754), Musée du Louvre
- La Douce Mélancolie (1756), Cleveland Museum of Art
- L'Enlèvement de Proserpine (1762), Museu de Grenoble
- La Marchande d'amours (1763), Palau de Fontainebleau
- Une Femme qui sort des bains, 1763, (oli 95x68 cm, col·lecció privada)[2]
- Saint Denis préchant (1767), església de Saint-Roch, Paris
- Grecque au bain (1767), Museu d'Art de Ponce, Puerto Rico
- Jeunes grecques parant de fleurs l'Amour endormi (1773), Musée du Louvre
- Venus, Wounded by Diomedes, is Saved by Iris (1775), Columbus Museum of Art
- Les adieux d'Hector et d'Andromaque (1786), Musée du Louvre
- Love Fleeing Slavery (1789), Princeton University Art Museum
- Saint Louis remet la régence à sa mère, capella de Saint-Louis, École Militaire, Paris
- Toilette d'une jeune mariée dans le costume antique, (100x135 cm, col·lecció privada)[3]